# Sericoderus obscurus
Sericoderus obscurus är en skalbaggsart som beskrevs av Leconte 1852. Sericoderus obscurus ingår i släktet Sericoderus och familjen punktbaggar. Inga underarter finns listade i Catalogue of Life.